# Université du Lac de l'Ouest
Pour les articles homonymes, voir Westlake.
L'université du Lac de l'Ouest (chinois : 西湖大学 ; pinyin : xīhú dàxué ; Westlake University) est une université de recherche privée en Chine. 
Située dans le district éponyme de Hangzhou, qui provient du célèbre lac de l'Ouest (西湖, xīhú), elle a été créée le 20 octobre 2018 sous tutelle du département de l'Éducation de la province de Zhejiang,.

## Histoire
Le 14 février 2018, l'université West Lake a été approuvée par le ministère de l'Éducation chinois,.   
Le 3 avril 2018, la construction du campus principal Yungu a été lancé. Le campus Yungu se situe dans la Cité de la science et de la technologie, dans le district de Xihu. La première phase de la construction devrait être achevée d’ici à la fin de 2021. 
Le 16 avril 2018, Qian Yingyi a été élu président du conseil d'administration et Yang Zhenning a été élu président honoraire du conseil d'administration.  Shi Yigong a été élu le président.   
Le 20 octobre 2018, annonce officielle de la création de l'université Westlake.   

## Campus

### Campus Yungu
Le Campus Yungu est le campus principal de l'université Westlake. Les travaux sont commencés le 3 avril 2018 et seront livrées en 2021.

## Organisation

### Écoles
- École de sciences de la vie
- École de la science
- École de l'ingénierie

### Instituts de recherche
- Institut Sciences de la vie
- Institut Sciences naturelles
- Institut Technologies avancées
- Institut Sciences médicales basiques

## Administration

### Gouvernance
L'université est financée par la Hangzhou West Lake Education Foundation et dirigée par le président sous la direction du conseil d'administration. 

### Présidence
- Président : Shi Yigong